# Bündnis Zukunft Österreich
De Bündnis Zukunft Österreich - beter bekend onder de afkorting BZÖ - is een Oostenrijkse politieke partij. In het Nederlands staat de naam voor Bond voor de Toekomst van Oostenrijk. 
De partij werd in 2005 opgericht door ex-leden van de FPÖ en werd geleid door Jörg Haider, tot zijn overlijden op 11 oktober 2008. Woordvoerder van de partij en een goede vriend van Haider, Stefan Petzner, werd na het overlijden van Haider aangesteld als de nieuwe leider. Op 22 oktober bekende Petzner in een radio-interview dat hij de minnaar was van de getrouwde Haider. Petzner werd onmiddellijk op staande voet ontslagen als partijleider. De partij die als geen ander de traditionele familiewaarden wil belichamen, kon zich deze ideologische spreidstand niet veroorloven. De nieuwe partijleider werd Josef Bucher.
Bij de regionale verkiezingen in 2005 scoorde de partij slecht, waardoor analisten twijfelden of de partij nog wel zou meedoen aan de parlementsverkiezingen in 2006. Maar de partij deed mee en behaalde met 4,1% van de stemmen zeven zetels in het bondsparlement. Haider bleef gouverneur van de deelstaat Karinthië, waardoor Peter Westenthaler de fractievoorzitter werd in het bondsparlement, en ook partijleider. In augustus 2008 werd hij aan de kant geschoven en werd Haider wederom de nieuwe leider om de partijlijst te trekken voor de parlementsverkiezingen in september 2008. Bij deze verkiezingen behaalde de BZÖ met 11% van de stemmen 21 zetels in het parlement, een stijging van 14 zetels ten opzichte van de verkiezingen in 2006.
Kort na de verkiezingen verongelukte Jörg Haider. De partij raakte in een crisis, mede door verschillende machtswisselingen binnen de partij en de koers. 
Bij de Oostenrijkse parlementsverkiezingen 2013 keerde de partij niet meer terug, want het behaalde slechts 3,53% van de stemmen. Het keerde sindsdien nooit meer terug in de Nationale Raad. 

## Oprichting
De BZÖ werd opgericht vanwege een conflict tussen Haider en FPÖ-leden Heinz-Christian Strache, Andreas Mölzer en Ewald Stadler. Op 3 april 2005 werd de oprichting van de partij officieel ingediend bij het ministerie van Binnenlandse Zaken. Op 6 april werden de plannen van de partij gepubliceerd in de Wiener Zeitung. Tijdens een conferentie op 17 april in Salzburg werd het partijprogramma goedgekeurd. De BZÖ werd de eerste partij in Oostenrijk die aan de regering deelnam, zonder dat er verkiezingen daarvoor hadden plaatsgevonden. In de coalitie met de Österreichische Volkspartei had de BZÖ het vicekanselierschap en twee ministerposten.

## Partijpunten
De BZÖ omschrijft zichzelf als "ideologiefrei, aber zukunftsorientiert und wertebewusst" (vrij van ideologieën, maar toekomstgericht en bewust van de traditionele waarden). Bepaalde standpunten verschillen duidelijk met de Oostenrijkse Vrijheidspartij. De standpunten zijn onder andere:
- Een toename van de directe democratie
- Een Europa van natiestaten
- De oprichting van een Kern-Europa binnen de Europese Unie, waar Oostenrijk deel van uitmaakt
- Voor een Soziale Marktwirtschaft
- Een minimum voor de werkgelegenheid en standaarden voor de ondernemingen
- De introductie van de Tobintaks
- Steun de kleine ondernemingen
- Overheidsuitgaven op het gebied van onderzoek en ontwikkeling vergroten
- Voor een minimumloon
- De status van een beroepsopleiding verhogen
- De introductie van een vlaktaks
- Belastingvoordelen voor de kinderopvang
- Voor een Europese ecotaks
- Scherpe controle op de immigratie
- Eerlijke en strikte wetten voor politieke asielzoekers
- Een referendum over de Oostenrijkse neutraliteit
- Uitgebreide school voor kinderen van 6 tot 15 jaar
- Verplicht peuter- en kleuterschool
- Verplicht Duits taalonderwijs voor immigranten
- Steun voor biologische landbouw en voeding
- De nationalisatie van de landbouw
- Afschaffing van het successierecht

### Standpunten 2013
De volgende standpunten werden door de BZÖ ingenomen in aanloop naar de parlementsverkiezingen van 2013:
| Standpunt                                                           |
| Behouden van de maatschappelijke dienstplicht                       |
| Belasting op plastic verpakkingsmateriaal                           |
| Politieke vorming als vak op middelbaar onderwijs                   |
| Afschaffen Bondsraad als tweede kamer van het parlement             |
| Gelijktrekken pensioengerechtigde leeftijd van mannen en vrouwen    |
| Invoeren basisinkomen                                               |
| Verplichte hogere bijdrage hogere inkomens gezondheidszorg          |
| Verplichte dienstverlening langdurig werklozen                      |
| Wederom invoeren studiebeurs                                        |
| Kunstmatige bevruchting homoseksuele en alleenstaande Oostenrijkers |
| Behouden van het crucifix in scholen                                |
| Verhoging budget ontwikkelingssamenwerking                          |
| Meer videobewaking openbare ruimte                                  |
| Legaliseren softdrugs                                               |
| Bron: wahlkabine.at                                                 |

### Verschillen en overeenkomsten met andere partijen
Alhoewel de BZÖ vaak wordt gezien als extreemrechts, net als de FPÖ, verschilt de BZÖ wel van de FPÖ. Beide partijen waren eurosceptisch tijdens de verkiezingen in 2006, en ze waren beide tegen immigratie en tegen een mogelijke Turkse toetreding tot de Europese Unie.
Maar de FPÖ wil een referendum over de vraag of Oostenrijk uit de Europese Unie moet, en de BZÖ wil alleen een referendum over het Verdrag van Lissabon.

## Partijleiders
| Afbeelding          | Persoon                     | Periode                             |
| ------------------- | --------------------------- | ----------------------------------- |
|                     | Jörg Haider (1950-2008)     | 17 april 2005 — 23 juni 2006        |
|                     | Peter Westenthaler (*1967)  | 23 juni 2006 — 30 augustus 2008     |
|                     | Jörg Haider (1950-2008)     | 30 augustus 2008 — 11 oktober 2008a |
|                     | Stefan Petzner (*1981)      | 11 oktober 2008 — 22 oktober 2008   |
|                     | Josef Bucher (*1965)        | 22 oktober 2008 — 2 oktober 2013    |
|                     | Gerald Grosz (*1977)        | 19 oktober 2013 — 30 maart 2015     |
|                     | Johanna Trodt-Limpl (*1955) | sinds 30 maart 2015                 |
| a † 11 oktober 2008 |                             |                                     |

## Boek
- BALAND Lionel, Jörg Haider le phénix. Histoire de la famille politique libérale et nationale en Autriche, Collection « Politica », Éditions des Cimes, Paris, 2012. (ISBN 979-10-91058-02-5)